# 田代菊雄
田代 菊雄（たしろ きくお、1940年6月30日 - 2021年5月12日）は、日本の法学者。専攻は西洋法制史（教会法、カノン法）、社会福祉法制。ノートルダム清心女子大学名誉教授。日本キムイルソン研究会会長。

## 経歴
- 1940年 鹿児島県奄美大島出身
- 1964年 東北大学法学部卒業[3]
- 1968年 東北大学大学院法学研究科基礎法学専攻
- 1978年 ノートルダム清心女子大学助教授
- 1987年 ノートルダム清心女子大学教授
- 1993年 - 2002年 日本キリスト教社会福祉学会 理事
- 1995年 - 2001年 日本カトリック教育学会 理事
- 1997年 - 2003年 キリスト教史学会 理事
- 2008年 ノートルダム清心女子大学名誉教授
- 2021年5月12日 心不全により死去

## 人物・主張
- 日本キムイルソン主義研究会に、「日朝関係の正常化は自主・平和の保証」と題する論文を寄稿している[4]。
- 2011年1月8日、那覇市の沖縄県立博物館・美術館で開催された、沖縄チュチェ思想研究所連絡会主催（チュチェ思想国際研究所後援）の「チュチェ思想新春セミナー」に参加[5]。

## 主な著書
- 日本カトリック社会事業史研究（法律文化社　1989.12）[3]
- 社会福祉論〔改訂版〕「(共著)」（学術図書出版社 1991）
- 新訂現代憲法講義「(共著)」（法律文化社 1992）
- 新版 大学生のための研究の進め方・まとめ方(編著)（大学教育出版 1994）
- とび出せ!AMDA(アムダ)-阪神大震炎と国際緊急救援の記録 (共著)（厚生科学研究所 1995）
- 阪神大震災と市民ボランティア-岡山からの証言と提言 (編著)（山陽新聞社 1995）
- 少子・高齢社会の社会福祉(編著)（学文社 1998）
- 憲法から考える平和と人権(共著)（法律文化社 1999）
- 学生・院生のための研究ハンドブック(編著)（大学教育出版 2001）
- 新少子・高齢社会の社会福祉（学文社 2002）
- 平和と人権〔改定版〕（共著）（法律文化社 2004）
- 私たちの人間論（共著）（大学教育出版 2004）